# 3rd Generation Partnership Project 2
3rd Generation Partnership Project 2 oder 3GPP2 ist eine primär im nordamerikanischen Raum, in Japan und China aktive Kooperation von Standardisierungsgremien im Bereich des Mobilfunkes. 3GPP2 beschäftigt sich mit den Details und Weiterentwicklungen im Rahmen von Mobilfunkstandards der dritten Generation, insbesondere dem CDMA2000-Standard. Der weltweit verbreitetste Mobilfunkstandard der dritten Generation, nämlich UMTS, wurde hingegen von dem 3rd Generation Partnership Project (3GPP) entwickelt, das fast zeitgleich zum 3GPP2 im Dezember 1998 gegründet wurde. 
An 3GPP2 sind die japanische Association of Radio Industries and Businesses (ARIB), die China Communications Standards Association (CCSA) und die US-amerikanische Telecommunications Industry Association (TIA) beteiligt.
Aufgabe der 3GPP2 ist die Standardisierungsarbeit und die Erstellung von technischen Spezifikationen, die primär im Rahmen des CDMA2000-Mobilfunkstandards firmenübergreifend festzulegen sind. Dies dient dazu, die verschiedenen CDMA2000-Mobilgeräte herstellerübergreifend kompatibel zu gestalten. Ein Beispiel der Standardisierungsarbeit von der 3GPP2 stellt das festgelegte Video-Dateiformat 3g2 dar.
3GPP2 war zuletzt 2013 aktiv, seitdem ruht die Gruppe.